# Droit burundais
Le droit burundais, formé depuis l'indépendance du Burundi de la Belgique le 1er juillet 1962, est un droit fortement influencé par le droit belge.

## Histoire
Depuis la période coloniale, le système juridique burundais est passé du droit coutumier au droit positif. L’État a adopté un système de tradition civiliste à l’instar de l'ancien colonisateur belge.
Lors de l’indépendance, le droit positif couvrait toutes les branches du droit à l'exception de quelques éléments de droit privés et civils. Avec l’indépendance, le droit positif a couvert la plupart des champs de la société, à l'exception notable du droit des successions, de la propriété maritale, des libéralités, de l'acquisition et la vente de terre non-enregistrée, et des relations employeurs-employés du secteur traditionnel et non-structuré.
Depuis l'adoption d'un nouveau code pénal en novembre 2008, la peine de mort est abolie. La réforme du code pénal a par ailleurs pénalisé l’homosexualité.

## Sources du droit

### Constitution
Le préambule de la Constitution dispose que celle-ci est la « loi fondamentale » de l’État.

### Normes internationales
Les instruments internationaux ratifiés ont une valeur égale à la Constitution. Le Burundi est de tradition mixte, à la fois moniste et dualiste.

## Organisation juridictionnelle

### Ordre judiciaire

#### Intahe yo ku mugina
Les tribunaux de collines (Intahe yo ku mugina) sont la plus basses juridictions du Burundi. Leur décision sont basées sur la justice coutumière, rendue par les notables traditionnels bashingantahe. Elle continue à jouer un rôle social très important, cependant le droit communal ne leur reconnait que le droit de réconcilier les parties.

#### Tribunal de résidence
La justice de droit commun est rendue par 127 tribunaux de résidence (un à deux par commune). Les tribunaux de résidence ont compétence pour prendre connaissance des affaires civiles (pas plus de 1 000 000 de francs burundais) et pénales (pas plus de deux ans d'emprisonnement).

#### Tribunal de grande instance
Il y a 18 tribunaux de grande instance (un par province).

#### Cour d'appel
Il y a 3 cours d’appel (à Bujumbura, Gitega et Ngozi).

#### Cour suprême
L'article 221 dispose que la Cour suprême est « la plus haute juridiction ordinaire du pays ». Elle garantit l'uniformité d'application du droit au Budundi.
Ses membres sont nommés par le président de la République, après avis du conseil supérieur de la magistrature et avec approbation du Sénat.
Elle est basée à Bujumbura.

### Autres cours

#### Cour constitutionnelle
Une Cour constitutionnelle est instituée par l'article 225 de la Constitution. Elle contrôle la constitutionnalité des lois et interprète la Constitution.
Elle est composée de sept membres.

#### Haute Cour de justice
La Haute Cour du justice est composée des membres de la Cour suprême et de la Cour constitutionnelle réunis. Elle est la seule cour compétente pour juger le président de la République pour haute trahison, le président de l'Assemblée nationale, les vice-présidents de la République pour les crimes commis dans l'exercice de leur fonction.

## Sources

## Compléments